# Winenne
Winenne (Waals: Yinene) is een dorpje in de Belgische provincie Namen en een deelgemeente van de stad Beauraing. Het ligt bijna vijf kilometer ten westen van het stadscentrum van Beauraing, vlak bij de grens met Frankrijk. Het dorpje ligt net ten noorden van een uitgestrekt bosgebied in België en Frankrijk. Tot 1 januari 1977 was het een zelfstandige gemeente.

## Demografische ontwikkeling
- Bronnen:NIS, Opm:1831 tot en met 1970=volkstellingen, 1976= inwoneraantal op 31 december